# Roepie Kruize
Jan Hendrik "Roepie" Kruize, född 18 januari 1925 i Heemstede, död 14 februari 1992 i Haag, var en nederländsk landhockeyspelare.
Kruize blev olympisk silvermedaljör i landhockey vid sommarspelen 1952 i Helsingfors.